# Marcin Łęgowski
Marcin Łęgowski (ur. 11 czerwca 1982) – polski bokser, brązowy medalista mistrzostw Europy z Liverpoolu (2008), dwukrotny medalista mistrzostw Unii Europejskiej w roku 2007 i 2008, wielokrotny mistrz Polski.

## Kariera amatorska
Dwukrotnie wygrywał medale na mistrzostwach unii europejskiej w roku 2007 i 2008. W 2007, w finale pokonał go medalista olimpijski Ionuț Gheorghe a w 2008 przegrał w półfinale z Frankie Gavinem.